# Stonor Park
Stonor Park est une maison de campagne historique et un parc privé situé dans une vallée dans les collines de Chiltern à Stonor, à environ 4 milles (6,437376 km) au nord de Henley-on-Thames dans l'Oxfordshire, en Angleterre, près de la frontière du comté avec le Buckinghamshire. La maison possède une chapelle privée du XIIe siècle. Les vestiges d'un cercle de pierre préhistorique se trouvent dans le parc. C'est la maison ancestrale et le siège de la famille Stonor, Baron Camoys. L'actuel Lord Camoys est Ralph Stonor.

## Situation
La maison est nichée dans les collines de Chiltern. Derrière la maison principale, il y a un jardin clos de style italien sur une pente montante, offrant de belles vues. Autour de la maison se trouve un parc avec un troupeau de daims. Autour du parc se trouvent Almshill Wood, Balham's Wood et Kildridge Wood. La maison et le jardin sont ouverts au public.

## Histoire

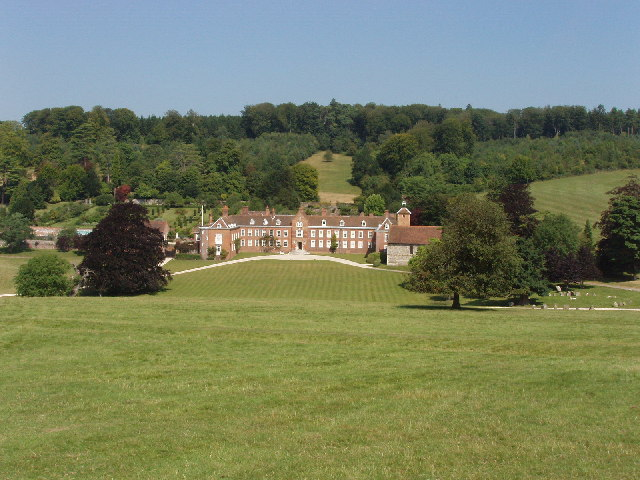
Stonor House du Deer Park (cercle de pierres visible à droite)

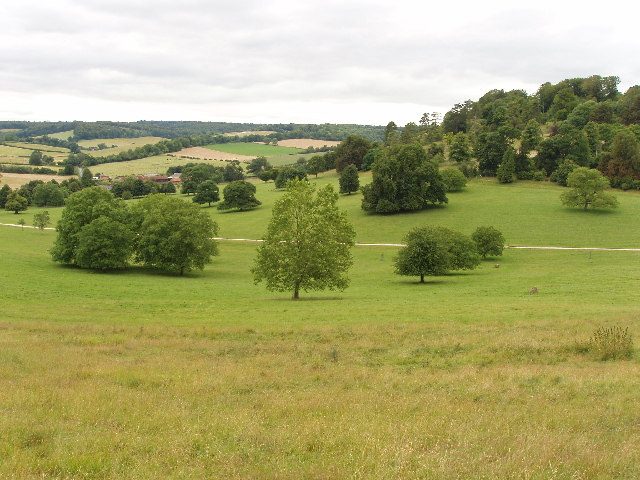
Parc de Stonor

Stonor House est la demeure de la famille Stonor depuis plus de huit siècles. Dans la maison sont exposées des portraits de famille, des tapisseries, des bronzes et des céramiques. La maison possède une chapelle privée du XIIe siècle construite en silex et en pierre, avec une tour en brique ancienne.
La maison est probablement commencée après 1280, lorsque Sir Richard Stonor (1250-1314) épouse sa seconde épouse, Margaret Harnhull .
Pendant et après la Réforme anglaise la famille Stonor et de nombreux autres nobles locaux sont réfractaires. En 1581, les prêtres jésuites Edmond Campion et Robert Persons vivent et travaillent à Stonor Park, et Decem Rationes de Campion y est imprimé sur une presse secrète. Le 4 août 1581, un raid sur la maison trouve la presse. Campion et Parsons sont partis quelques jours plus tôt, mais la vieille Lady Cecily Stonor, son fils John, le prêtre jésuite William Hartley, les imprimeurs et quatre domestiques sont faits prisonniers, et en 1585, Hartley est exilé . Malgré d'autres poursuites et amendes, les Stonors restent catholiques romains tout au long des XVIIe et XVIIIe siècles et permettent à de nombreux villageois locaux de rester catholiques romains en leur permettant d'assister à la messe dans leur chapelle privée. Entre 1716 et 1756, John Talbot Stonor, vicaire apostolique du district de Midland, utilise Stonor Park comme quartier général .
L'adhésion inébranlable de la famille Stonor au catholicisme romain tout au long de la réforme conduit à leur marginalisation et à leur appauvrissement relatif au cours des siècles suivants. Cela entraîne par contrecoup la préservation de la maison dans un état relativement intact et non amélioré .

## Cercle de pierre
La maison est construite sur le site d'un cercle de pierre préhistorique ou henge et cela lui a donné son nom. Les restes du cercle sont encore visibles avec une pierre incorporée dans l'angle sud-est de la chapelle. Les pierres sont un mélange de sarsens et de puddingstone . Les positions actuelles de la pierre sont le résultat d'un repositionnement lors de l'aménagement paysager du XVIIe siècle et de la reconstruction du XXe siècle . Le site est répertorié comme une folie dans le registre des sites et monuments (SMR) (PRN 2064)) .

## Apparitions dans les médias
Stonor est utilisé comme lieu de tournage pour un certain nombre de productions cinématographiques et télévisuelles, notamment L'Homme puma (1980) et le film de James Bond The Living Daylights (1987). En 1989, il est utilisé comme maison du millionnaire Victor Hazell (joué par Robbie Coltrane) dans la version cinématographique du livre de Roald Dahl Danny, champion du monde . En 2019, Stonor est dans l'épisode 3, série 6 de la série policière Endeavour de la BBC, intitulée "Confection". Le BBC/FX A Christmas Carol, réalisé par l'équipe derrière Peaky Blinders et mettant en vedette Guy Pearce et Andy Serkis, est en partie tourné à Stonor en 2019. Il est également apparu comme le lieu d'un épisode en deux parties de BBC One Antiques Roadshow en février 2021, filmé en 2020 .
Il est également utilisé pour des événements et des spectacles automobiles haut de gamme, des festivals gastronomiques, des foires d'antiquités, des expositions d'art, des expositions d'artisanat et des concerts en plein air. C'est un lieu pour Gifford's Circus depuis 2017.